# Schwoißfuaß
Schwoißfuaß est un groupe allemand de rock, originaire de la région de Tübingen/Reutlingen, actif entre les années 1970 et 1990. Les textes des chansons sont en grande partie en dialecte de Haute-Souabe. En tant que groupe dialectal, le groupe est un précurseur du Schwobarock à la fin des années 1970.

## Histoire
Schwoißfuaß est formé en 1979 par Alex Köberlein à partir du groupe Grachmusikoff qui existait déjà depuis 1978. Au début, Schwoißfuaß jouait surtout des morceaux de Grachmusikoff, mais en les interprétant de manière plus rock. Plus tard, ils ont ajouté leurs propres compositions, notamment celles d'Alex Köberlein et d'André Schnisa. Avec celles-ci, le groupe connut au début des années 1980 un succès bien supérieur à celui du projet Grachmusikoff déjà existant. Les concerts de Schwoißfuaß se déroulaient souvent à guichets fermés, parfois même à guichets fermés. En l'espace de deux ans, le groupe a vendu environ 150 000 LP produits et distribués en régie propre. C'est surtout le deuxième album Oinr Isch Emmr Dr Arsch sorti en 1981 qui s'est si bien vendu que le groupe s'est vu proposer un contrat d'enregistrement par EMI Electrola. Le groupe refuse cependant ce contrat, craignant une commercialisation de sa musique.
Schwoißfuaß ne renoue que partiellement avec le grand succès de Oinr Isch Emmr Dr Arsch grâce aux disques suivants. Alors que l'album Mir Suached Jetz Dr Dialog sorti en 1982 présente encore des chiffres de vente satisfaisants, le LP Du Glaubsch Des War A Spiel sorti en 1983 ne se vend que lentement.
Vers 1982, les premières tensions apparaissent au sein du groupe. En 1983, le batteur « Sulla » Bratke quitte le groupe, insatisfait des exigences musicales des autres membres du groupe. Peu de temps après, le bassiste et organiste lui succède. André Schnisa. Un an plus tard seulement, le poste de batteur est de nouveau occupé. Andreas « Gottlob » Schmid remplace Eberhard Bronner, qui s'était brouillé avec les autres membres du groupe.
Après les changements de personnel, Schwoißfuaß commence à travailler en 1985 sur l'album Mach was!. Le disque, auquel presque tous les membres du groupe ont participé en tant que compositeurs, n'est plus distribué en régie propre, mais par le label discographique indépendant SPV. Malgré l'aide professionnelle, le LP ne se vend qu'à un petit nombre d'exemplaires. De plus, l'essoufflement du mouvement alternatif, dont étaient issus de nombreux fans de Schwoißfuaß, avait entraîné une baisse d'intérêt pour le groupe.
En conséquence de cette évolution, Schwoißfuaß se sépare en mars 1986. Au printemps 1996, le groupe se reforme brièvement pour une tournée de revival couronnée de succès. Malgré les dix ans de pause, plus de 50 000 spectateurs assistent à un total de onze concerts. Il n'y aura pas de nouvelle tournée, car Alex Köberlein a cessé toutes ses activités de concert fin 2017. De plus, deux membres de la formation initiale ne sont plus en vie : Jürgen « Sulla » Bratke décède dans un incendie d'appartement en 1987, et André Schnisa succombe à un cancer de l'estomac en 1999.
Le groupe frère Grachmusikoff utilise quelques morceaux à succès de Schwoißfuaß lors de ses représentations live jusqu'à sa propre dissolution en décembre 2017. Le morceau le plus connu de Schwoißfuaß, Oinr Isch Emmr Dr Arsch (chanson-titre du LP homonyme), figure encore régulièrement dans le top 50 du hitparade de SWR1 Baden-Württemberg.

## Style musical et contexte
La marque de fabrique de Schwoißfuaß a été dès le début les textes des chansons en Haute-Souabe, qui reflétaient dans un langage familier authentique le mode de vie de nombreux adolescents et jeunes adultes. Cela permettait déjà au groupe de se démarquer clairement des autres groupes germanophones. En outre, le groupe comptait dans ses rangs - chose inhabituelle pour un groupe de rock allemand - un harmoniciste, Riedel Diegel, ce qui lui conférait également un son spécifique.

## Discographie

### Albums studio
- 1981 : Oinr isch emmr dr Arsch
- 1982 : Mir suached jetz dr Dialog
- 1983 : Du glaubsch des war a Spiel
- 1985 : Mach was!?
- 1987 : Really Sentimental – zusammen mit Grachmusikoff
- 1996 : Rattakarma

### Albums live et compilations
- 1980 : Schwoba-Rock Laif
- 1986 : Sieba Johr… (best-of)
- 1996 : Auf dr Stroß (album live)

### Singles
- 1985 : Mach Was!?/Bloß an Film